# ولوو ۹۰۰

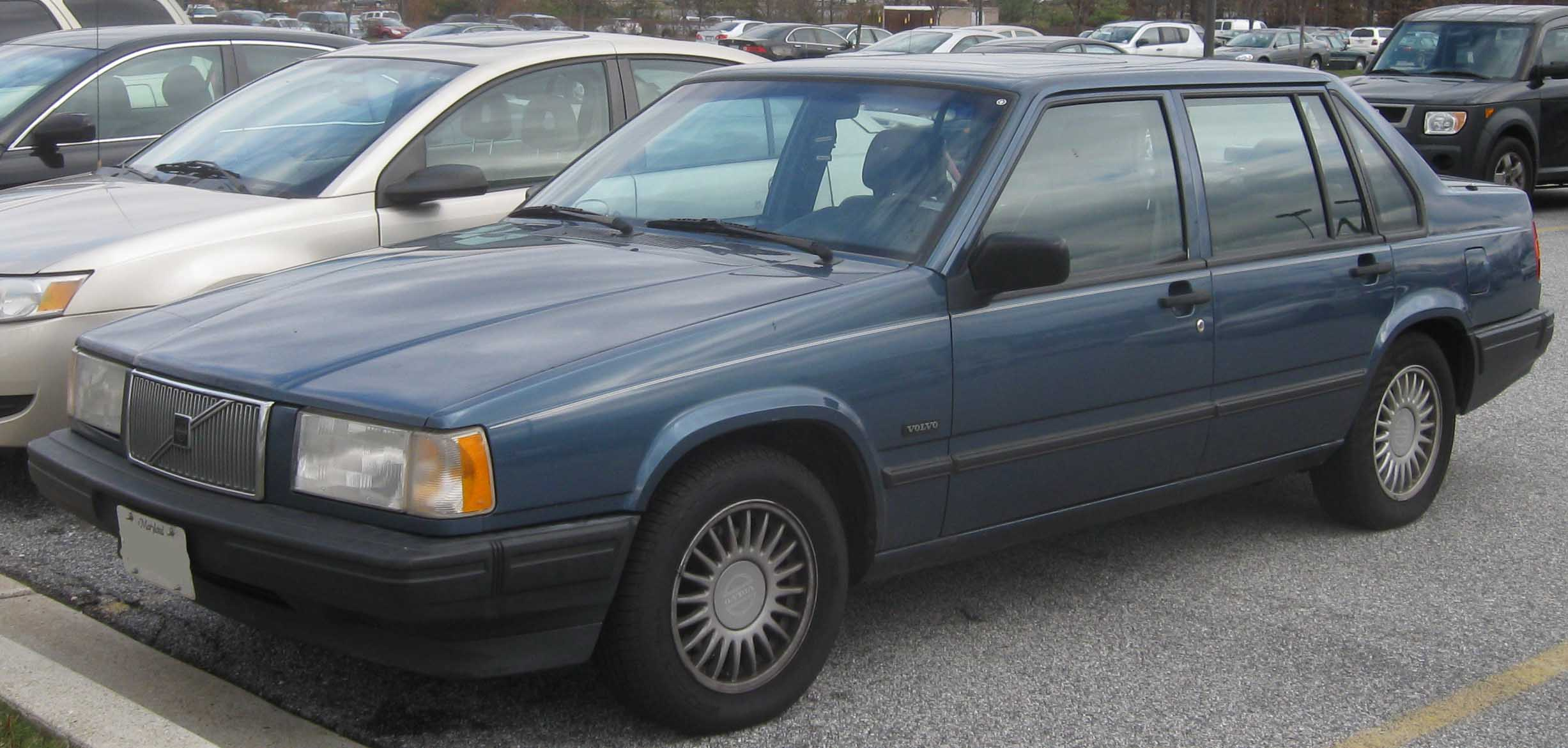

ولوو ۹۰۰ (Volvo ۹۰۰) خودرویی است که در سال‌های ۱۹۹۰ تا ۱۹۹۸در سوئد، بلژیک، تولید شده‌است.است.سیستم جعبه‌دندهٔ آن ۵، دنده به دو صورت خودکار و دستی است.